# Hamataliwa positiva
Hamataliwa positiva är en spindelart som beskrevs av Chamberlin 1924. Hamataliwa positiva ingår i släktet Hamataliwa och familjen lospindlar. Inga underarter finns listade i Catalogue of Life.